# Biscogniauxia anceps
Biscogniauxia anceps är en svampart som först beskrevs av Pier Andrea Saccardo, och fick sitt nu gällande namn av J.D. Rogers, Y.M. Ju & Cand. 1996. Biscogniauxia anceps ingår i släktet Biscogniauxia och familjen kolkärnsvampar.   Inga underarter finns listade i Catalogue of Life.